# Kolibica
Kolibica (románul: Colibița) település Romániában, Erdélyben, Beszterce-Naszód megyében.

## Fekvése
Besztercétől északkeletre, Borgóbesztercétől délkeletre fekvő település.

## Története
Kolibica nevét 1760–1762 között Colibiza néven említette először oklevél.
1909-1919 között ColibiŃa, Kolibicza, v. Borgo-Prund néven írták.
Kolibica a Beszterce folyó mesterségesen tóvá felduzzasztott partján épült kicsiny üdülőfalu.
A tó vize nyáron fürdésre, csónakázásra is alkalmas, a környék hegyeinek látványosságai is könnyen megközelíthetők innen.